# Супермен II
„Супермен II“ (на английски: Superman II) е американски филм от 1980 г. Това е вторият филм от поредицата за едноименния герой на ДиСи Комикс. Режисиран е от Ричард Донър и Ричард Лестър. Сненарият е отново написан от Марио Пузо. Във филма участват Кристофър Рийв, Джийн Хекман, Марго Кидър, Сара Дъглас, Терънс Стамп, Нед Бийти и Джак О'Халоран. За периода 1983-1987 г. са правени други две продължения.

## Резюме
Преди разрушаването на Криптон, трима престъпници — Генерал Зод, Урса и Нон, са затворени във Фантомната зона. Години по-късно, водородна бомба, изстреляна от Супермен в космоса от Земята, разбива Фантомната зона и освобождава престъпниците. Тримата си възвръщат силите, като първо унищожават екип астронавти на Луната, след което се отправят към Земята, за да я завладеят.
Междувременно Кларк Кент и Лоис Лейн са изпратени от Дейли Планет на Ниагарския водопад. Лоис започва да подозира, че Кларк е Супермен, и за да го изпита, се хвърля във водопада. Кларк тайно я спасява. След това Кларк разкрива истинската си самоличност на Лоис и я отвежда до Крепостта на самотата. Супермен се отказва от силите си, за да бъде с Лоис, и става смъртен. Те се връщат от Арктика, но когато се завръщат на света, разбират, че генерал Зод и екипът му са завладели Белия дом.
Като смъртен, Кларк е унизен от един шофьор на камион, а в същото време разбира, че Зод е превзел света. За да възстанови силите си, той се връща в Крепостта на самотата. Междувременно Лекс Лутър избягва от затвора и разкрива на Зод самоличността на Супермен, като се съюзява с него. Зод и престъпниците отиват в Дейли Планет и вземат Лоис за заложница. Супермен се завръща и се изправя срещу тях, но за да защити хората, ги привлича в Крепостта на самотата.
Супермен лишава Зод и другите от силите им, като ги излага на червената слънчева светлина в кристалната стая. Зод иска Супермен да коленичи пред него, но Супермен го обезврежда, а останалите двама престъпници също са неутрализирани. След това Супермен отвежда Лоис у дома и оставя Лутър в Крепостта на самотата.
На следващия ден Кларк изтрива спомените на Лоис. Той се връща в ресторанта и се разправя с шофьора на камиона, който го е унижил. Накрая Супермен се връща в Белия дом, връща американския флаг на мястото му и обещава на президента, че повече няма да напусне задълженията си.

## Режисьорска версия
По време на заснемането на филма оригиналният режисьор Ричард Донър бива уволнен. Той успява да заснеме 75 процента. Ричард Лестър поема режисьорската длъжност и презаснема по-голямата част от филма.